# Stará Boleslav (hradiště)
Stará Boleslav je raně středověké hradiště překryté zástavbou stejnojmenného města v okrese Praha-východ. Vzniklo na začátku desátého století a snad během života Boleslava I. bylo opevnění hradiště přestavěno z dřevohlinité hradby na hradbu kamennou. Součástí hradiště byl kostel svatého Kosmy a Damiána, u jehož dveří měl být zabit kníže Václav. Archeologická lokalita hradiště je chráněna jako kulturní památka.

## Historie
Zakladatelem hradu zvaného tehdy Boleslav byl na začátku desátého století pravděpodobně kníže Spytihněv I. Zvolil pro něj už dříve osídlenou polohu u důležitého brodu přes Labe. Později bylo dřevohlinité opevnění nahrazeno hradbou postavenou podle kronikáře Kosmy „po římském způsobu“, tedy z kamene spojovaného maltou. Kdy se tak stalo není jisté, ale Kosmas zaznamenal pověst o založení hradu, kterou spojil s Boleslavem I.
Dějiny hradiště jsou spjaty s vraždou knížete Václava, ke které došlo 28. září 935 u kostela svatého Kosmy a Damiána. Tento nejspíše dřevěný kostel stál na akropoli hradiště v místech, kde po roce 1039 založil kníže Břetislav baziliku svatého Václava. V bazilice nechal uložit ostatky svatých Pěti bratří, které přivezl ze svého vpádu do Polska.
Další dva kostely byly na akropoli postaveny koncem jedenáctého století. Jedním z nich je kostel svatého Klementa v sousedství baziliky a druhým archeologicky doložený kostel, který stál v prostoru náměstí Svatého Václava. Jeho půdorys je vyznačen v dlažbě náměstí. Třetí kostel byl postaven přibližně ve stejné době na předhradí, kde na jeho místě stojí barokní kostel Nanebevzetí Panny Marie. U všech kostelů bývala pohřebiště.

## Stavební podoba
Hradiště se nachází na terasovitém návrší, které převyšuje novodobou nivu Labe o tři až pět metrů. Přirozenou ochranu mu na jihu poskytovalo meandrující Labe, na východě tok Jizery, na severozápadě se nacházel mokřinatý terén, a přístup tak byl možný pouze od severovýchodu. Hradiště se členilo na menší akropoli a rozsáhlejší předhradí, jejichž celková rozloha přesáhla deset hektarů.
Stavební pozůstatky hradiště překryla zástavba vrcholně středověkého města. Při řadě archeologických výzkumů v první třetině dvacátého století a především při záchranných výzkumech v osmdesátých a devadesátých letech dvacátého století bylo Janem Frolíkem a Jaroslavem Špačkem získáno dostatek podkladů, které umožnily jeho rámcový popis a datování.
V první stavební fázi byla akropole opevněna dřevohlinitou hradbou s čelní kamennou plentou. Ještě v průběhu desátého století ji nahradila hradba postavená z pískovcových bloků spojovaných maltou o šířce asi 2,5 až tři metry. Její část byla nalezena v roce 1993 v děkanské zahradě severně od baziliky svatého Václava. Vzhledem k jejímu vzniku v desátém století je nejstarší zděnou hradbou v Česku. Příčnou hradbu a příkop, které oddělovaly akropoli od předhradí, později kopíroval úsek vrcholně středověkého opevnění města. Prostor akropole zaujímal kromě kostela svatého Kosmy a Damiána rozsáhlý Boleslavův dvorec a další srubová zástavba uspořádaná do oddělených menších dvorců.
Podoba opevnění předhradí je nejasná. Nejspíše je chránila dřevohlinitá hradba, ale mohla to být i jednodušší forma ohrazení. Za pozůstatek fortifikace předhradí bývá považována terénní hrana v ulici U Staré kovárny.